# 品川コンテナ埠頭
品川コンテナ埠頭（しながわコンテナふとう）は、東京港のコンテナ埠頭の1つである。係留数922隻（港内8位）、総トン数702万0655トン（港内5位）、貨物取扱量388万2781トン（港内5位）。品川CTとも。

## 施設
品川コンテナ埠頭は、1967年に供用開始した日本初のコンテナ埠頭である。品川コンテナ埠頭には南北745mの岸壁があり、南からSC・SD・SE・SFと呼ばれる4つのバースが設けられている。そのうち南の3つのバース（SC・SD・SE）には、レール上に13列対応のガントリークレーンが3機と12列対応のガントリークレーンが1機備わっている。このクレーンはトラックやストラドルキャリアが運んできたコンテナ（最大40.6トン）を1つずつ持ち上げて、海側に最大40メートル移動し、パナマックスの貨物船の甲板に横に12列～13列置き、上にも何段か積み上げる。1箇所が終わったらクレーンはレール上を移動して隣で積み込みを行う。クレーンの後ろはコンテナ置き場になっている。南の2つのバース（SC・SD）のコンテナ置き場の中央には海に向かって通路があり、通路の左右にはコンセント付きの冷凍コンテナ置き場が設けられている。北の2つのバース（SE・SF）はバースの間に共用の通路があり、左右に冷凍コンテナ置き場が設けられている。一番北のバース（SF）はクレーンがなく外貿雑貨埠頭になっている。岸壁のコンテナ置き場の西側にはもう1列のコンテナ置き場があり、全体でドライコンテナを5598個（TEU）、リーファーコンテナを272口置く事が出来る。

## 実績
2012年に品川コンテナ埠頭に係留した船は922隻であり、そのうち84％が輸出入の船だった。品川コンテナ埠頭は総トン数1万5000トン級の船に対応しているが、寄航する外航船の大きさは平均8856トンで、一ヶ月の平均係留数は65隻である。取り扱ったコンテナ数は42万9499個（TEU）であり、95％が輸出入である。一方、2013年の入港船舶数は外航848隻、内航134隻の計982隻であった。同年の貨物取扱量は外貿4,188,341トン、内貿100,254トンの計4,288,595トンで、外貿貨物が大半を占めている。

## 航路
品川コンテナ埠頭に寄航する船舶は韓国航路が最も多く（40本/月）、中国とその他のアジアが並ぶ（8本/月）。

## 管理
公共コンテナ埠頭として当初は東京都が管理・運営を行ってきたが、2009年から東京港埠頭株式会社（旧 東京港埠頭公社）が管理している。

## 施設使用社
- 第一港運[1]
- 住友倉庫・東海運[1]
- 日本通運[1]
- 山九[1]

## 交通
- 東京都道480号品川埠頭線

## 周辺
品川コンテナ埠頭の隣には大井コンテナふ頭、対岸はお台場・青海コンテナ埠頭がある。品川コンテナ埠頭の地下には東京臨海高速鉄道りんかい線が走っており、品川埠頭分岐部信号場がある。